# Misdaad in Madrid
Misdaad in Madrid is een spionageroman van auteur Gérard de Villiers en is het 80e deel uit de S.A.S.-reeks met als protagonist de Oostenrijkse prins en freelance CIA-agent Malko Linge.

De ligging van Spanje in Europa.

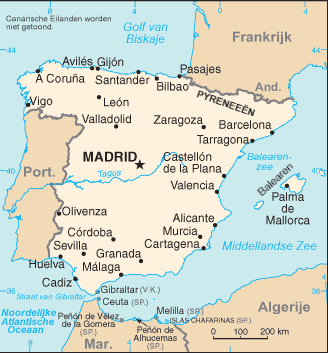
Een overzichtskaart van Spanje.

## Het verhaal
De in Spanje gestationeerde KGB-officier Gregor Kirsanov wil het Oostblok ontvluchten om in weelde en luxe te kunnen leven in de Verenigde Staten samen met zijn voluptueuze maîtresse Isabella en als tegenprestatie is hij bereid de naam van een Sovjet-mol binnen de CIA te onthullen. Deze mol, met de codenaam “Don Quichot”, heeft de CIA al veel schade berokkend. De CIA stuurt Malko naar Madrid om daar op te treden als contactpersoon namens de CIA.
De KGB krijgt lucht van de zaak en probeert zowel Malko als Kirsanov uit te schakelen. Gelukkig krijgt Malko ondersteuning en bescherming van zijn eigen “gorilla's”: Chris Jones en Milton Brabeck.

## Personages
- Malko Linge, een Oostenrijkse prins en CIA-agent;
- Gregor Kirsanov, een KGB-officier;
- Isabella, de voluptueuze maîtresse van Kirsanov;
- Chris Jones, een CIA-agent en collega van Brabeck;
- Milton Brabeck, een CIA-agent en collega van Jones.